# Borremosefæstningen
Borremosefæstningen var en befæstet landsby i førromersk jernalder ca. 3,5 km sydøst for Aars i Borremose.
Mens tilflugtsborge, befæstede bebyggelser og residenser er relativt talrige i Nord- og Centraleuropa i yngre bronzealder og ældre jernalder, var Borremosefæstningen længe den eneste kendte i Danmark. Af den grund bruges ofte fællesbetegnelsen "Borremosefæstning" om tilsvarende anlæg, uanset deres beliggenhed.

## Beskrivelse
Borremosefæstningen består af en lav ca. 140 x 90 m stor grusbanke med vold og grav på alle sider og forbundet med tørt land af en stenlagt vejdæmning. Voldgraven er 450 m lang, gennemsnitlig 4,5m bred og 1,5 m dyb med flad bund (sålebund). I fylden blev der fundet store mængder keramik fra sidste halvdel af ældre og begyndelsen af yngre førromersk jernalder samt en del genstande af sten, træ og tekstil. En stor fundgruppe udgøres af bajonetformede træspidser af egetræ. De var længe kun kendt fra dette fund, men er i de senere år dukket op som nedstukne fodangler i bunden på voldgraven omkring en befæstet landsby ved Lyngsmose og omkring en landsby ved Brændgårdshede, begge jyske lokaliteter fra førromersk jernalder. Her tolkes de som "Cæsars liljer" dvs. tilspidsede træspigre med modhager, plantet i jorden for at sinke fremstormende angribere. Der er ikke påvist træpalisader på volden omkring bebyggelsen i Borremose, ligesom ikke en eneste af de knapt 200 bajonetformede spidser er fundet stukket ned i voldgravsbunden. Fæstningsværket, der efter de givne mål omfatter et areal på knapt 1 hektar, er i dag udgravet og rekonstrueret, så man kan danne sig et indtryk af landsbyens udseende. De arkæologiske undersøgelser viser, at anlægget fra begyndelsen var anlagt som en befæstet bebyggelse i fjerde århundrede f.Kr. (ældre førromersk jernalder). Midt i andet århundrede f.Kr. blev husene brændt ned, og vold og grav udjævnet, hvorefter stedet en tid blev benyttet som ager (omkring år 1), før det endeligt blev forladt, og højmosen fik lov at overtage. Fra landsbyen blev anlagt til den blev brændt ned, var den én af de største i Nordeuropa. Indtil for få år siden var Borremosefæstningen den eneste kendte af sin art i Danmark, men i 1979 blev der fundet et lignende, omend noget mindre og senere anlæg ved Lyngsmose ved Ringkøbing i Vestjylland. I de senere år er der dukket andre op, men ingen af Borremosefæstningenss størrelse. Flere unikke fund i området vidner om, at egnen - og Borremosefæstningen - må have spillet en særlig rolle i sin tid.
Området, hvor fæstningen ligger, er opkøbt af Nationalmuseet og fredet.

## Undersøgelseshistorie
Fæstningen blev opdaget i 1929, da Hedeselskabets arbejdsmænd i forbindelse med en planlagt opdyrkning af mosen gravede tre drængrøfter igennem et næsten metertykt stenlag indlejret i højmosetørven. Den lokale museumsmand Sigvald Vestergård-Nielsen fra Vesthimmerlands Museum i Aars blev tilkaldt og så straks, at der måtte være tale om en brolagt forhistorisk vej, som førte ud til den lave holm i mosen. Han tog derfor kontakt med Nationalmuseet, som samme år og året efter ved Johannes Brøndsted foretog en første afdækning af vejen. Takket være en bevilling fra Carlsbergfondet kunne undersøgelserne genoptages i 1935 og fortsætte frem til og med 1945, kun med en mindre afbrydelse i 1944. Ved de senere undersøgelser var det P.V. Glob, som var udgravningsleder. I 1989-1996 foretog Jes Martens en serie målrettede efterundersøgelser på lokaliteten.
Der er gennemført omfattende geobotaniske undersøgelser i tilknytning til udgravningerne. Den første undersøgelsesperiode blev de gennemført af Johannes Iversen og Alfred Andersen (1935-1945), den senere af Charlie Christensen (1989-1996).
- Den rekonstruerede jordvold og voldgrav.
- Volden og hustomter markerede af jordvolde.

## I litteraturen
Borremosefæstningen indgår i flere danske skønlitterære bøger:
- Ebbe Kløvedal Reich: Fæ og Frænde
- Børge Børresen: Kimbrerborgen Gyldendal (1948)
- Børge Børresen: Kimbrertoget Gyldendal (1949)